# Kim So-hee
Kim So-hee (Busan; 20 de enero de 1995) es una cantante surcoreana. Conocida por ser una concursante de Produce 101 y miembro de los proyectos de grupo C.I.V.A e I.B.I.
Debutó en julio de 2016 como miembro de C. I. V. A, un proyecto de grupo formado en el falso documental de Mnet The God of Music 2, con un remake de "Why? de Diva. En agosto de 2016 se convirtió en parte de otro proyecto, I. B. I, que consta de las concursantes eliminadas de Produce 101 y es administrado por LOEN Entertainment.
Sohee oficialmente debutó como solista y lanzó un ep, The Fillette, el 8 de noviembre de 2017.

## Discografía

### Ep
| Título       | Detalles del álbum                                                       | Posiciones | Ventas        |
| Título       | Detalles del álbum                                                       | KOR        | Ventas        |
| ------------ | ------------------------------------------------------------------------ | ---------- | ------------- |
| The Fillette | - Etiqueta: The Music Works, Genie Music - Formato: CD, descarga digital | 16         | - KOR: 3,764+ |

### Sencillos
| Título                                                   | Año  | Detalles del álbum | Posiciones         | Ventas              |
| Título                                                   | KOR  | Detalles del álbum |                    | Ventas              |
| -------------------------------------------------------- | ---- | ------------------ | ------------------ | ------------------- |
| "Pick Me" (como parte de Produce 101)                    | 2016 | 9                  | - KOR: 893,723+    |                     |
| "At the Same Place" (como parte de Girls on Top)         | 2016 | 8                  | - KOR: 807,282+    | 35 Girls 5 Concepts |
| "Why" (como parte de C.I.V.A)                            | 2016 | 97                 | - KOR: 27,270+     |                     |
| "Sobok Sobok" (소복소복) (feat Yezi of Fiestar)          | 2017 | - KOR:             | The Fillette       |                     |
| "Sweet Potato X 100" (고구마 X 100개) (con Kim Shi-hyun) | 2017 | - KOR:             | Sweet Potato X 100 |                     |

### Banda sonora
| Título                             | Año  | Posiciones | Álbum                            |  |
| Título                             | Año  | KOR        | Álbum                            |  |
| ---------------------------------- | ---- | ---------- | -------------------------------- |  |
| "La casualidad" (con Song Yu-vin)  | 2016 | 63         | Let's Fight, Ghost OST           |  |
| "Navegación".                      | 2016 | —          | El rey de las compras, Louie OST |  |
| "Me Amas" (con Gilgu Bonggu (GB9)) | 2017 | —          | Gerente de buena OST             |  |
| "¡Oh!Mi Dios!"                     | 2017 | —          | Reunidos los Mundos OST          |  |
| "La Caída" (con Tae-il de Block B) | 2017 | 68         | Meloholic OST                    |  |

## Filmografía

### Serie
| Año  | Título                      | Rol        | Red        | Notas                                    |
| ---- | --------------------------- | ---------- | ---------- | ---------------------------------------- |
| 2016 | Produce 101                 | ella misma | Mnet       |                                          |
| 2016 | The God of Music 2          | ella misma | Mnet       | elenco regular                           |
| 2016 | Hello I.B.I                 | ella misma | JTBC       |                                          |
| 2017 | 책대로 한다                 | ella misma | EBS        |                                          |
| 2017 | Kim Min Jung's Beauty Crush | ella misma | MBC every1 | presentadora                             |
| 2017 | Delicious Map Season 3      | ella misma | MBC        | presentadora                             |
| 2017 | Produce 101 Season 2        | ella misma | Mnet       | presentadora especial para el episodio 5 |
| 2017 | Idol Drama Operation Team   | ella misma | KBS        | elenco regular                           |
| 2018 | Delicious Map temporada 4   | ella misma | MBC        | presentadora                             |

### Programas de variedades
| Año                   | Programa             | Notas                                                                           |
| --------------------- | -------------------- | ------------------------------------------------------------------------------- |
| 2018 2016, 2017, 2018 | I Can See Your Voice | Ep. #2 - invitada Ep. #8, 10-11; 3, 11, 18; 9 (miembro del panel de detectives) |